# Protoschwenkia mandonii
Protoschwenkia mandonii là loài thực vật có hoa trong họ Cà. Loài này được Soler. miêu tả khoa học đầu tiên năm 1898.